# 日本海
40°N 135°E / 40°N 135°E

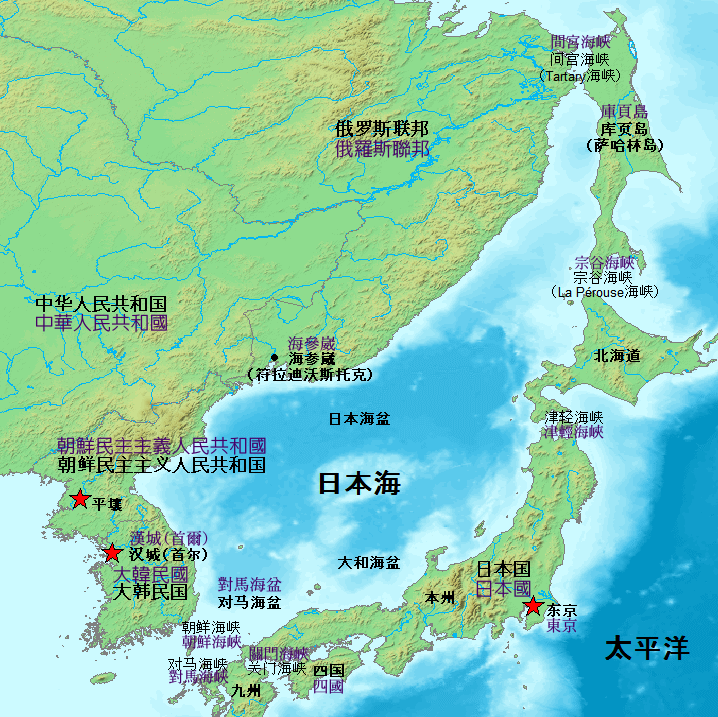
日本海/東海

日本海，古称鲸海，韓國和朝鮮基于地理位置分別称東海、朝鮮東海，是西北太平洋最大的边缘海，其东部和南部的边界由北起为库页岛、日本列岛的北海道、本州和九州；北部的边界是欧亚大陆的俄罗斯；西部的边界是朝鲜半岛，日本海的水域有六個海峽與外水域相通，分別為：鞑靼海峽、宗谷海峽、津輕海峽、關門海峽、對馬海峽和朝鮮海峽。位於日本海的北部和西北部有日本海盆，是最主要的海盆，另外東南部是大和海盆，還有西南部的对马海盆。日本海的東岸水深較淺，大陸棚較寬；海的西岸，特別是朝鮮半島附近的水域，大陸架的延伸只有約30公里左右。黑潮（日本暖流）的一個分支即對馬海流進入此海域。除此之外，很少有水流排入其他大洋，它对水交换的总贡献在1%以内。
此海域北部和東南部都是渔业资源豐富的渔場，各國曾為了海域的漁獲而引發不少領土糾紛。位於本海域東南部的爭議島礁“独岛”（韓國和朝鮮稱呼）“竹岛”（日本稱呼）就是韓朝兩方與日本各自聲稱擁有主權的地方。此外，海底帶有磁性的海沙、海底下豐厚的天然氣及石油資源，都是各国希望得到的重要礦物。而自從東亞經濟發展起飛，日本海的重要性就日益顯著。

## 名稱沿革
- 中国历史上称其为鲸海。[1]
- 南北朝期間，朝鮮半島上的民族稱朝鮮半島東側沿海為東海，该沿海并非日本海。（韓語：동해 Donghae／東海）。
- 1602年利玛窦《坤舆万国全图》第一次使用“日本海”的称呼。不过日本本土却使用“佐渡外海”来代表这片海域，仅把接近朝鲜半岛对马海峡北部的部分海域称为“朝鲜海”。
- 自17世紀開始，此海域在各國繪製的地圖上開始被稱為「日本海」，至今成為國際通用的名稱[2]。
- 現今韓國基於地理位置称其為东海，朝鮮則稱為朝鮮东海。

## 自然
日本海平均水深1,752m，最深处为3,742m，海域面积978,000 km²。中央部的大和堆（水深約400m）分割出了三个海盆，分别是北部的日本海盆（水深约3,000m）、东南部的大和海盆及西南部的对马海盆。除此外，富山湾近海水深达1,000m的富山深海長谷蜿蜒约500km，是富山平野和砺波平野的延伸。大陸棚東部沿岸较为广阔，西部地区特别是朝鮮半島沿岸非常狭窄、宽度只有30km左右。

## 歷史
古时远东的人，也许可以步行越过日本海。有证据表明，随着末次冰期（11000-8000年前）而来的海平面低水位时期，朝鲜海峡和宗谷海峡都因為水位下降而乾露成為陸地，可作为日本通向亚洲大陆的陆桥。在日本南部的岛屿曾发现亚洲大象的化石遗骸，在日本的北部，曾发现长毛猛犸的化石遗骸。

## 水文特性
日本海擁有很多大洋特徵，如深度超過3000米的海盆，海表溫度隨季節變化差異顯著，活躍的生物過程，亞極地鋒日本海劃分為北部的亞極地區和南部的亞熱帶區，以及擁有深層對流系統（類似大西洋熱鹽環流帶）。近年來的學術研究指出，日本海是一個「微型大洋」（Miniature Ocean）。

## 海洋污染
由于日本海特殊的水文特性造成了其对污染物净化能力有限。大量来自韩国的漂浮物及生活垃圾随对马海流进入日本海，对日本海海岸环境及水中生态造成了难以恢复的破坏。除此外，从1966年到1991年间，前苏联在日本海倾倒核废料，引发了国际争议。俄罗斯废弃的放射性物质对深海环境造成极大的影响。俄罗斯在日本海海域进行过量的石油开采，其石油泄漏问题也为日本海海域环境埋下隐患。

## 名稱爭議
韩国和朝鲜按照其地理位置将此海域稱為“東海”（동해）或“朝鮮東海”（조선동해）。在歷史上，16世紀以後，在西方出版的世界地圖中，該海域曾被稱為「東洋海」、「朝鮮海」、「中國海」和 「日本海」。進入18世紀以後歐洲的航海家才真正大規模的開始了東洋探險，在18世紀、19世紀期間，因為以佔據大小而命名海名的習慣下，在歐洲開始廣泛使用「日本海」名稱。

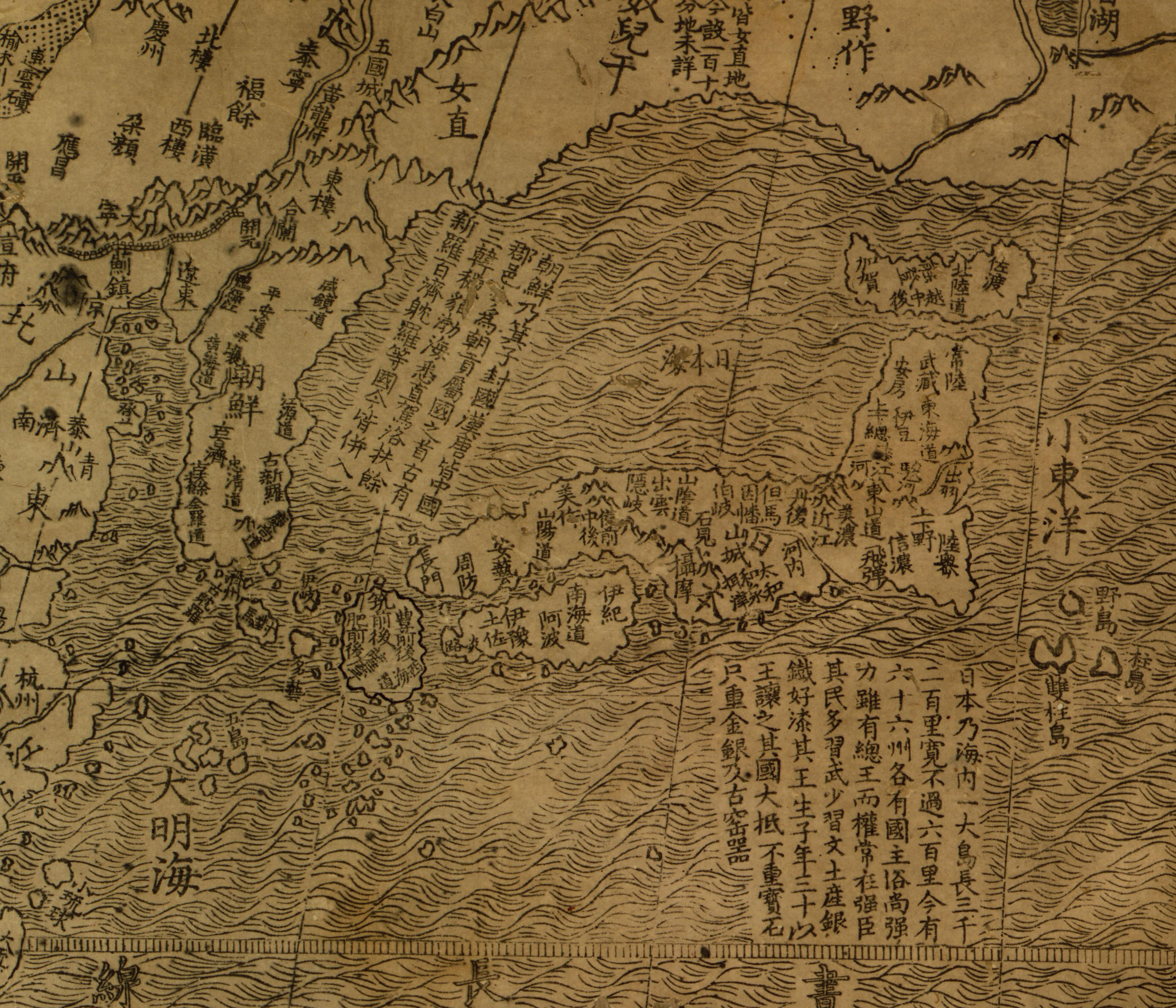
坤輿萬國全圖

「日本海」的名稱是於1602年由天主教耶穌會傳教士利瑪竇命名的。日本的官方來源指稱，世界上97%的地圖都記載為「日本海」（Sea of Japan），中國大陆、香港、台湾和新加坡的教科書及各種書籍地圖中也都以“日本海”表述。朝鲜政府和韓國政府另有看法，韓國政府強迫該國所有出版物使用「東海」或「韓國海」（：／ Hankukhae）等名稱、而朝鮮政府亦要求本國出版物使用「朝鮮東海」（：／ Josŏn Tonghae），目前並沒有其他國家使用這一稱呼。

### 日本政府的立場
根据世界主要图书馆所藏的16世纪以来出版的西方古代地图调查结果，19世纪初期以后“日本海”这一名称的使用頻率占絕對多数。此后，“日本海”这一称呼在世界上逐渐固定下来。这说明“日本海”这一地名与日本的帝国主义、殖民主义没有任何关系。所以在该海域“日本海”以外的其他任何名称都不确切。
该海域虽然在历史上采用过多个称呼，但都没有固定下来。在古代地图上，该海域曾被称为东洋海、朝鲜海、中国海、日本海等，但是大多数西方古代地图却没有作任何标记。
大洋中分离出来的海域在命名时最常见的方法是以该海域从大洋分离出来的列岛或半岛的名字命名，所以根据太平洋日本列岛，将分离出的大海称为日本海是非常正当的。加利福尼亚湾（Gulf of California）、安达曼海（Andaman Sea）、爱尔兰海（Irish Sea）等都遵循了这个原则。
联合国事务局在2004年3月给日本政府的信函中表明，“联合国事务局遵守使用日本海单独标记的惯例的立场是非常明确的，指定（东海/日本海）两个地名违背联合国的惯例，侵害了联合国的中立性质。”这说明联合国认定“日本海”是该海域的唯一正式名称。日本海单独标记原则是国际水文组织或世界地图和教科书等长期以来一直遵守的。

### 韓國政府的立場
韓國把有關水域一向都稱為“東海”，黃海則稱為“西海”。韓國政府聲稱現在的日本海和東中国海，過去合稱為“東海”。只是後來不知甚麼時候開始，變為分別命名。而對於日本和歐亞大陸之間的對馬海峽，曾經以中間某小島（“某小島”可能為對馬島）作分界：在小島以東的稱為日本海，而小島以西的稱為朝鮮東海，其餘的部份則稱為中國東海。自從朝鮮半島被日本吞併之後，除韓國外的世界各國都將兩個海域合稱作“日本海”（Sea of Japan）。

### 其他立場
大多數國家以“東海”或“東中國海”指稱朝鮮半島以南、中國以東、日本九州、沖繩以西一帶的水域，而稱俄羅斯、朝鮮半島與日本列島之間的海域為“日本海”。
中華民國國立編譯館於2010年5月24日舉行的「外國地名譯名審議委員會第十屆會議」，決議將此海的兩種名稱並列於中華民國所發行的各種教科書中。但實際上並未被出版社普遍應用，一般民間、媒體及教科書理所當然的稱之為日本海，不知道此片海域有名稱之爭。而國立編譯館也已於2011年3月30日裁併。但部分中国人也倾向于使用其古称鲸海，因为宋、元时中国人称日本海为“鲸海”。元朝辽阳行省曾在海参崴一带设立鲸海千户所，隶属于水達達路。
美國政府對於國內外的地名，是使用美國地名委員會規定的稱呼，其中提到「日本海」是標準稱呼，「東海」是別稱。

## 外部連結
- 日方
  - Sea of Japan （页面存档备份，存于） - Japanese Ministry of Foreign Affairs defends the use of Sea of Japan.
  - Naming of "Japan Sea" - The Janan Coast Guard (formarly entitled 'Maritime Safety Agency of Japan' in English) introduces the justification of the Japan sea(Sea of Japan).

- 其他
  - 黃一農：〈日本海與東海之爭〉。
  - The Sea of Japan and Koreans - defends the use of Sea of Japan and states other places that could claim East Sea.
  - Koreas unite against Japan （页面存档备份，存于） BBC News, August 16, 2002 - outlines the dispute
  - A sea by any other name （页面存档备份，存于） Guardian, August 23, 2002 - outlines the dispute.
  - 日本海呼称問題(外務省) （页面存档备份，存于）
  - 日本海呼称問題(海上保安庁海洋情報部)
  - 『國民新聞』 日本海呼称問題関連記事索引 (ページ下部)
  - East Sea Map Study （页面存档备份，存于） - by the Korean Overseas Information Service
  - East Sea in World Maps （页面存档备份，存于） - world maps displaying East Sea or similar names.
  - East Sea or "Sea of Japan"? （页面存档备份，存于） - www.korea.net provides a collection of articles to argue in favour of using East Sea.
  - 韓国紙の「日本海・東海問題」関連記事を日本語で読む
  - New Trends in Identification of the East Sea - outlines trends in the naming of the sea from a Korean perspective.
  - Eastsea.org （页面存档备份，存于） - 韓國首爾慶熙大學的一位金教授所收集的舊地圖，都記載著“朝鮮海”這個舊稱